# Charadrius dealbatus
Charadrius dealbatus — вид сивкоподібних птахів родини сивкових (Charadriidae). Традиційно вважався підвидом пісочника морського (Charadrius alexandrinus).

## Поширення
Птах гніздиться у прибережних районах на півдні Китаю (Фуцзянь і Хайнань) і на півночі В'єтнаму. На зимівлю мігрує до Індокитаю та Суматри. Населяє піщані території, мулисті рівнини, солончаки та несезонні меліоровані землі, які спочатку складалися з приливних мулистих рівнин і мангрових лісів, де вода була висушена. Гніздиться на піщаних пляжах.

## Опис
Птах завдовжки приблизно 17 см. Має округлу голову з білою передньою частиною та білою верхньою лінією. Верхівка голови блідо-рудувато-бура, верхні частини блідо-коричнево-сірі. Задній комір, горло і нижня частина тіла білі. Дзьоб і ноги темні, хвіст короткий. Порівняно з досить схожим пісочником морським, вона має товстіший дзьоб, білі лори, блідіші тім’я та верхню частину, менш чорні плями на боках грудей і більшу білу смугу крил.